# 空气质量法
空气质量法是规范向大气中排放空气污染物的法律法规。其中，一个专门的子集是规范建筑物内部空气质量的法规 (往往和禁烟相关)。空气质量法通常旨在通过限制或消除空气污染物浓度来保护人类健康。其他举措则旨在解决更广泛的生态问题，例如限制影响臭氧层的化学物质，以及通过排放交易计划应对酸雨或气候变化。监管措施包括识别和分类空气污染物、设定可接受的排放水平限制，并规定必要或适当的减排技术。

## 空气污染物分类
空气质量法规必须明确哪些物质和能量属于“污染”，以便进一步控制。尽管不同司法管辖区的具体标签可能有所不同，但许多政府对空气污染的构成有广泛共识。例如，美国《清洁空气法》将臭氧、颗粒物、一氧化碳、氮氧化物（NOx）、二氧化硫（SO2）和铅（Pb）列为需要全国性监管的“标准”污染物。美国环境保护署（EPA）还确定了180多种化合物，并将其归类为需要严格控制的“有害”污染物。其他化合物因其对环境和人类健康的负面影响（如CFCs作为臭氧消耗剂，或石棉在室内空气中的危害）也被认定为空气污染物。更广泛的概念中，空气污染还可能包括噪音、光和辐射。近年来，美国关于二氧化碳（CO2）和其他温室气体是否应被归类为空气污染物引发了争议。

## 空气质量标准
空气质量标准是规范空气污染物在呼吸空气中的浓度的法律标准或要求，涵盖室外和室内空气。这些标准通常表示为特定空气污染物的可接受水平，主要用于减少或消除空气污染对人类健康的影响，尽管也可能考虑次要影响，如对农作物和建筑物的损害。确定适当的空气质量标准通常需要最新的科学数据，包括污染物的健康影响、暴露时间和敏感人群信息，并需要对空气质量进行定期或连续监测。

## 排放标准
制订废气排放标准的方法多种多样，具体监管方法可能因来源、行业和空气污染物而异。具体限制可以通过参考更广泛的空气质量标准来设定。特定来源可以通过性能标准进行监管，即对该来源类别的特定污染物排放设定数值限制。监管机构还可能强制采用特定的控制技术，通常基于可行性、可用性和成本。其他标准可能以性能为基准，例如要求某一类设施达到同类最佳设施的排放水平。所有这些方法都可以通过排放平均、市场机制（如排放交易）和其他替代方案进行调整。
例如，所有这些方法都在美国得到应用。美国环境保护署（根据美国清洁空气法案负责全国空气质量监管）在新源性能标准（NSPS）计划中使用性能标准。技术要求通过“合理可用控制技术”（RACT）、“最佳可用控制技术”（BACT）和“最低可实现排放率”（LAER）标准设定。灵活方案在美国的酸雨控制、臭氧层保护、许可标准和温室气体减排计划中得到实施。

## 控制技术要求
除了或结合空气质量标准和排放控制标准，政府还可以通过要求受监管方采用排放控制技术（即减少或消除排放的技术）来减少空气污染。这些设备包括但不限于火炬烟囱、焚烧炉、催化燃烧反应器、选择性催化还原反应器、静电除尘器、袋式除尘器、湿式洗涤器、旋风分离器、热氧化器、文丘里洗涤器、碳吸附器和生物过滤器。
选择排放控制技术可能涉及复杂的监管，需要平衡经济成本、可用性、可行性和有效性等多种相互冲突的因素。不同因素的权重可能最终决定选择的技术。例如，美国清洁空气法包含多项控制技术要求，包括“最佳可用控制技术”（BACT）（用于新源审查）、“合理可用控制技术”（RACT）（现有来源）、“最低可实现排放率”（LAER）（用于未达标地区的主要新来源）和“最大可实现控制技术”（MACT）标准。

## 禁令
空气质量法可能采取禁令的形式。虽然禁令可以被视为一类排放控制法（将排放限值设为零），但其不同之处在于可能规范污染物排放以外的活动，尽管最终目标是消除污染物排放。
一个常见的例子是燃烧禁令。在空气质量较差时，可能会限制居民和商业场所燃烧木材材料，从而减少颗粒物的直接排放，并要求使用无污染的取暖方法。另一个重要例子是对二氯二氟甲烷（氟利昂）制造的广泛禁令，该物质曾是汽车空调系统的标准制冷剂，因其对臭氧层的破坏潜力而被禁止使用。类似的国际禁令还包括蒙特利尔议定书中对臭氧层消耗物质的限制。此外，石棉在建筑材料中的使用也被禁止，以消除未来因建筑材料受损而接触致癌石棉纤维的风险。其他国际监管领域（通常在联合国或欧盟的主持下）也开始逐步淘汰化石燃料的使用，例如国际海事组织（IMO）正在制定和采用MARPOL 73/78以减少国际航运的碳排放。

## 数据收集与访问
空气质量法可能对技术数据的收集、存储、提交和访问提出严格要求，以用于监管执法、公共卫生计划和政策制定。
数据收集过程可能包括监测环境空气中的污染物、直接监测排放源，或收集其他定量信息以推断空气质量。例如，地方机构可能使用颗粒物采样器来确定某一地区的环境空气质量，化石燃料发电厂可能需要在烟囱监测排放以确定相关污染物的数量，汽车制造商可能需要收集销售数据以估算车辆总排放量。
空气质量法可能包括详细的记录、存储和提交信息的要求，通常旨在标准化数据实践，以便于后续访问和处理。精确的要求可能难以确定，且可能随着法律、政策、技术和行业实践的变化而调整。这些要求通常在国家层面制定，并反映政府机构、受监管行业和公共利益团体之间的共识或妥协。
一旦空气质量数据被收集并提交，某些法律可能要求政府机构或私人方提供公众访问权限，无论是原始数据还是通过工具使数据更易于理解和使用。例如，美国环境保护署、国家海洋和大气管理局、国家公园管理局以及部落、州和地方机构协调开发了一个名为AirNow的在线地图和数据访问工具，提供实时空气质量指数信息。
收集和发布的数据还可用于数学模型和预测。例如，大气扩散模型可用于研究新监管要求对现有人口或地理区域的潜在影响，这些模型可能进一步推动数据收集和报告要求的变化。

## 争议
支持者认为，空气质量法已经促成或推动了空气污染的大幅减少，并带来了显著的人类健康和环境效益，即使在经济大规模增长和机动车使用增加的背景下。然而，关于额外监管标准的估计成本也可能引发争议。
例如，据估计，1990年《清洁空气法》修正案减少细颗粒物和地面臭氧污染的效益将在2020年达到约2万亿美元，并在当年挽救23万人的生命。根据同一报告，仅2010年，臭氧和颗粒物的减少就防止了超过16万例过早死亡、13万例心脏病发作、1300万个工作日损失和170万例哮喘发作。然而，EPA在得出这些数据时使用的方法也受到了一些批评。

## 各国空气质量法

### 国际法
国际法包括与跨国空气质量相关的协议，例如长程越境空气污染公约（LRTAP，1979年）、联合国气候变化框架公约（UNFCCC，1992年）及其京都议定书（1997年）和巴黎协定（2015年）。此外，美国和加拿大于1986年签署了美加空气质量协议，专门针对酸雨问题。

### 加拿大
在加拿大，空气污染监管传统上由省级政府负责。然而，根据加拿大环境保护法（1999年），该国最近实施了名为“加拿大空气质量管理系统”（AQMS）的国家计划。该计划包括加拿大环境空气质量标准（CAAQS）、基础工业排放要求（BLIERs）、地方空气质量管理、区域空气质量管理以及减少移动源排放的合作。
加拿大政府还通过了与温室气体排放相关的法律，涉及乘用车和轻型卡车的燃油经济性、重型车辆、可再生燃料以及能源和交通部门。

### 中国
中国在特大城市和工业中心（尤其是北方）面临严重的空气污染问题，因此制定了《大气污染防治行动计划》，目标是到2017年将空气污染比2012年减少25%。该计划由国务院拨款1.7万亿人民币，主要针对影响人类健康的PM2.5颗粒物。

### 德国
TA Luft是德国的空气质量法规。

### 印度
印度空气质量的主要立法是1981年的《空气（预防和控制污染）法》。此外，政府于2019年推出了《国家清洁空气计划》（NCAP），目标是到2024年将至少102个城市的颗粒物（PM）污染减少20-30%。

### 新西兰
新西兰于1972年通过了1972年清洁空气法案，以应对日益严重的工业和城市空气污染问题。该法对污染源进行分类，实施许可要求，并制定了确定必要控制技术的过程。地方当局被授权监管较小的污染源。在基督城清洁空气区，实施了燃烧禁令和其他措施以控制烟雾。
1972年的《清洁空气法》被1991年资源管理法取代。该法未设定空气质量标准，但提供了国家指导方针。这导致了2004年新西兰国家环境空气质量标准的颁布及其后续修订。

### 英国
为应对1952年的大烟雾事件，英国议会通过了1956年清洁空气法令。该法规定了必须燃烧无烟燃料的区域，并将发电站迁至农村地区。1968年的《清洁空气法令》引入了高烟囱的使用，以分散燃烧煤炭、液体或气体燃料的工业的空气污染。
《1956年清洁空气法令》于1993年更新。其中影响最大的是第三部分，即烟雾控制区，由地方当局指定，可能因大城镇的街道而异。

### 美国
美国空气质量的主要法律是空气清洁法案。该法最初于1955年通过，1967年和1970年的修正案（构成了今天美国清洁空气法的框架）实施了全国空气质量要求，并将行政责任交给当时新成立的环境保护署。1977年和1990年又进行了重大修订。州和地方政府也制定了类似的法律，要么实施联邦计划，要么填补联邦计划中地方重要的空白。